# Équitation aux Jeux panaméricains
Les Jeux panaméricains se déroulent tous les quatre ans l'année juste avant les Jeux olympiques d'été. Les trois disciplines équestres olympiques (saut d'obstacles, dressage et concours complet d'équitation) s'y disputent avec des épreuves individuelles et par équipes depuis 1951.